# Spathacantha apicalis
Spathacantha apicalis là một loài tò vò trong họ Ichneumonidae.